# Cansada de besar sapos
Cansada de besar sapos (internationaal uitgebracht als Tired of Kissing Frogs) is een Mexicaanse romantische filmkomedie uit 2006 onder regie van Jorge Colon. Van de Mexicaanse filmjournalisten kreeg Mónica Huarte voor haar rol de Diosa de Plata ('zilveren godin') voor de beste bijrol.

## Verhaal
Martha (Ana Serradilla) heeft een relatie met rokkenjager Roberto (Juan Manuel Bernal), die haar al eens bedrogen heeft. Haar buurvrouw en vriendin Andi (Ana Layevska) vindt dat hij zo overdreven zijn best doet dat hij haast zeker weer vreemdgaat. Aangezien ze psychologe is, meent ze ook recht van spreken te hebben. Martha geeft Roberto niettemin het voordeel van de twijfel zolang hij geen duidelijke aanleiding geeft tot wantrouwen.
Dat gebeurt wanneer Martha een prijs wint voor haar werk als ontwerpster. Roberto komt niet opdagen bij de prijsuitreiking, maar belooft dit de volgende dag goed te maken tijdens een intiem etentje voor twee. Kort daarvoor belt hij weer af met als excuus dat hij plotseling een zakendiner heeft. Martha komt via een vriend niettemin te weten dat Roberto niet in een restaurant, maar in een stripclub zit. Samen met Andi duikt ze daar plotseling op om Roberto ter plekke te betrappen en te dumpen.
Martha heeft het inmiddels helemaal gehad met mannen. Ze bezweert Andi dat ze nooit meer verliefd gaat worden. In plaats daarvan neemt ze zich voor te gaan leven als het vrouwelijke equivalent van een rokkenjager: een 'broekenjaagster'. Kort daarvoor betrapte ze collega en vriendin Dani (Mónica Huarte) terwijl die op het internet Cansada de besar sapos bezocht, een soort datingsite. Martha schrijft zich hierop in en bouwt binnen de kortste keren een legertje aan mannen op die ze gelijktijdig aan het lijntje houdt.
Terwijl dit alles zich afspeelt, neemt haar oom Polo (Pedro Damián) de aspirerende acteur Javier (José María de Tavira) aan in zijn eettentje. Hij helpt deze zo om aan de kost te komen totdat hij doorbreekt met acteren. Javier valt tijdens de eerste ontmoeting meteen als een blok voor Martha. Zij is alleen zo druk begaan met haar nieuwe levensstijl dat ze hem amper ziet staan. Wanneer ze tijdens het uitgaan elkaar toevallig tegenkomen, klikt het zo goed dat Martha ook Javier in haar computer toevoegt aan haar verzameling mannen over wie ze notities bijhoudt. Alleen hoe vaker ze uitgaat met Javier, hoe leuker ze hem vindt. Ze komt daarom voor het dilemma te staan of ze haar nieuwe levensstijl volhoudt óf dat ze zichzelf toestaat toch weer toe te geven aan verliefdheid.

## Rolverdeling
- Ana Serradilla - Martha
- José María de Tavira - Javier
- Ana Layevska - Andi
- Mónica Huarte - Daniela
- Miguel Rodarte - Joaquin
- Itatí Cantoral - Cecilia
- Juan Manuel Bernal - Roberto
- Pedro Damián - Polo
- Julio Bracho - Rafael
- Carlos de la Mota - Miguel
- Alberto Guerra - Carlos
- Jose Antonio Gaona - Tizoc
- Cristina Michaus - Dona Juana
- Alicia Machado - Cassandra
- Paquita la del Barrio - zichzelf